# Bredde (Barmen)
Bredde ist eine Ortslage in der bergischen Großstadt Wuppertal. Die Ortslage ist aus einem der mittelalterlichen Barmer Kotten hervorgegangen.

## Lage und Beschreibung
Die Ortslage befindet sich auf einer Höhe von 157 m ü. NHN in innerstädtischer Lage nördlich des Barmer Mühlengrabens im Bereich der heutigen Straße gleichen Namens. Bredde gehört zu dem Wohnquartier Oberbarmen-Schwarzbach des Stadtbezirks Oberbarmen. Die Ortslage ist von umfangreicher innerstädtischer Wohnbebauung geprägt. Zu den kulturhistorisch bedeutsamsten Gebäuden in der Ortslage gehört die Alte Kirche Wupperfeld.

## Etymologie
Bredde ist eine Form von Breite, ausgebreitete Flur und spielt auf die Abmessungen des Hofguts an.
In erster Linie bezieht sich "Bredde" auf eine besondere geographische Gegebenheit – in Abhängigkeit von jahreszeitlich bedingten Umständen, welche zur Entstehung des Namens führten.

## Vom Urpfad zur Stadtstraße
Die "Bredde" nahm bis Ende der 60er Jahre ihren Verlauf, als Abzweigung von der heutigen Berliner Straße und zog sich weiter bis zum westlicher gelegenen Mühlenweg.
Heute (Stand 2022) ist deren erster Teilbereich – auf Höhe des Bleicherbrunnens – als Fußgängerzone gepflastert.
Ihr geographischer Gang zieht sich entlang des Fußes jener Erhebungen, welche sich aus einem weitestgehend ebenmäßig-flachen Tale, nach Norden hinauf erstrecken – in Richtung Wichlinghausen, Klingelholl, Nordpark.
Als die Wupper noch nicht in ein befestigtes Bett gefasst war, sorgten Schneeschmelze und/oder Unwetter für ihr uferseitiges Übertreten in die weite Ebene hinein.
Die Bredde (Breite) der gefluteten Fläche, reichte bis zum örtl. Beginn vorbenannter Erhebungen – z. B. an Bartholomäus-, Germanen und Westkotter Straße – heran.
Die alte Wegung sowie später ausgebaute Straße ist von Alters her so angelegt, dass deren Nutzer sich gerade eben noch oberhalb der Feuchtflächen aufhalten, damit trockenen Fußes bewegen konnten.
Die Bredde war der tiefstgelegene, horizontal verlaufende Fuß-, Karren- und Reitweg jener Uferseite, welcher es in Zeiten von Überschwemmungen gestattete, sich nicht mühevoll durch verwachsene Hangbereiche schlagen zu müssen, sondern hier weitestgehend ungehindert vorankommen zu können.
Die Bredde ist demgemäß aus einem der ältesten Pfade des Wupper-Tales entstanden.

## Geschichte

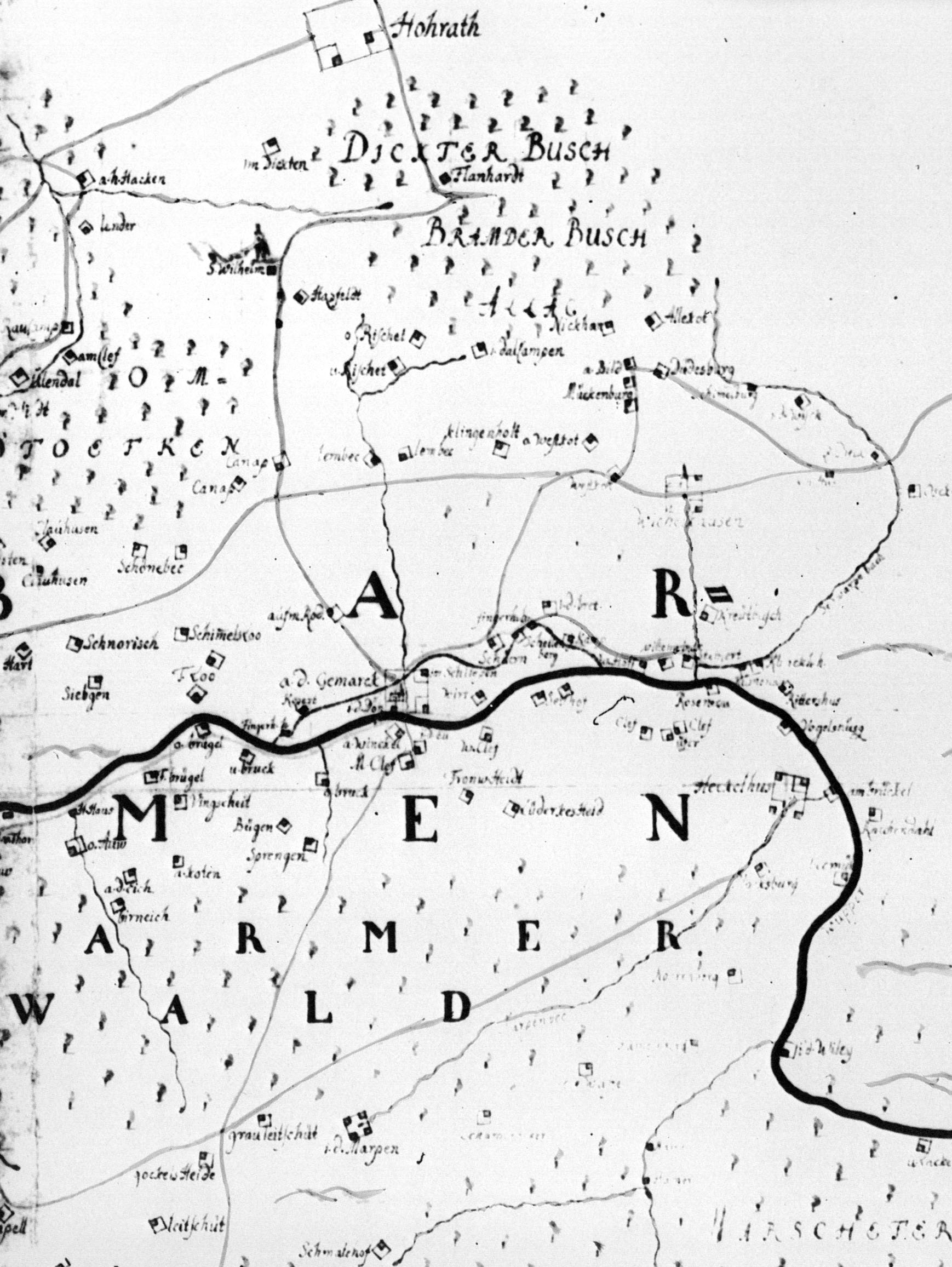
Karte der Hofschaften im Gebiet des heutigen Barmen von Erich Philipp Ploennies (1715)

Die früheste mit Datum gesicherte Erwähnung Breddes als In der Bredde stammt aus der Beyenburger Amtsrechnung (Abrechnung des Rentmeisters an die Bergisch-herzogliche Kameralverwaltung) des Jahres 1466. Aus dieser geht hervor, dass der Wohnplatz Bredde zu dieser Zeit ein Kotten war.
Bredde gehörte zum Höfeverband des Oberhofs Wichlinghausen in Oberbarmen und war seit 1384 ein Allod des Grafen von der Mark. Territorial lag das Gebiet um Bredde von 1324 bis 1420 im märkischen Kirchspiel und Gogerichtsbezirk Schwelm und ging danach an das bergische Amt Beyenburg über, wo es der Barmer Höfeverband zugeführt wurde.
1715 wird Bredde als i.d.Bret auf der Topographia Ducatus Montani des Erich Philipp Ploennies verzeichnet. Mit den übrigen Höfen in der Bauerschaft Barmen war Bredde bis 1806 Teil des bergischen Amtes Beyenburg.
Das Hofgut In der Bredde besaß umfangreiche Ländereien zwischen dem Hof Werth und den Wichlinghauser Höfen. Es befand sich an der heutigen Bartholomäusstraße Ecke Bredde und wurde Anfang des 19. Jahrhunderts abgerissen und durch einen Neubau ersetzt.

## Persönlichkeiten
Die Barmer Familie Bredt stammt von diesem Hofgut. Bekannteste Vertreter der Familie waren Wilhelm August Bredt (Barmer Bürgermeister von 1855 bis 1879, ab 1857 erster Oberbürgermeister) und Johann Viktor Bredt (Staatsrechtslehrer, Reichsjustizminister im Kabinett Brüning und Parteiengründer).
In Bredde wurde 1853 der Archäologe und Schliemann-Mitarbeiter Wilhelm Dörpfeld geboren.